# Aziatische Spelen 2006
De vijftiende Aziatische Spelen werden gehouden van 1 december 2006 tot 15 december 2006, in Doha, Qatar. Het was voor het eerst dat de Spelen in deze regio gehouden werden en nog maar de tweede keer in West-Azië na Teheran in 1974.
De officiële opening in het Khalifa International Stadium werd verricht door Hamad ibn Khalifa Al Thani, de atleteneed werd afgelegd door Mubarak Eid Bilal, de juryeed door Abd Allah Al-Bulooshi en de olympische fakkel werd ontstoken door Mohammed Bin Hamad Al-Thani.

## Kandidaatsteden
Op 12 november 2000 werd beslist welke stad de Aziatische Spelen van 2006 zou mogen organiseren. De stemming vond plaats in Busan, Zuid-Korea waar in 2002 de Aziatische Spelen georganiseerd werden. New Delhi viel af in de eerste stemronde met slechts twee stemmen. In de tweede stemronde waren de resultaten als volgt:
| Stemresultaten gaststad Aziatische Spelen 2006 | Stemresultaten gaststad Aziatische Spelen 2006 | Stemresultaten gaststad Aziatische Spelen 2006 | Stemresultaten gaststad Aziatische Spelen 2006 |
| Stad                                           | Land                                           | Ronde 1                                        | Ronde 2                                        |
| ---------------------------------------------- | ---------------------------------------------- | ---------------------------------------------- | ---------------------------------------------- |
| Doha                                           | Qatar                                          | 20                                             | 22                                             |
| Kuala Lumpur                                   | Maleisië                                       | 13                                             | 13                                             |
| Hongkong                                       | Hongkong                                       | 6                                              | 6                                              |
| New Delhi                                      | India                                          | 2                                              | −                                              |

## Sporten
| - Atletiek - Badminton - Basketbal - Biljart & Snooker - Bodybuilding - Boksen - Boogschieten - Bowling - Duiken - Gewichtheffen - Golf - Gymnastiek - Handbal - Hockey | - Honkbal - Judo - Kabaddi - Kanovaren & Kajak - Karate - Paardensport - Roeien - Rugby - Schaken - Schermen - Schietsport - Sepak Tekraw - Softbal | - Squash - Taekwondo - Tafeltennis - Tennis - Triatlon - Voetbal - Volleybal - Waterpolo - Wielersport - Wedstrijdzeilen - Worstelen - Wushu - Zwemmen |

## Medaillespiegel
| Medaillespiegel | Medaillespiegel              | Medaillespiegel | Medaillespiegel | Medaillespiegel | Medaillespiegel |
| --------------- | ---------------------------- | --------------- | --------------- | --------------- | --------------- |
| Rang            | Land                         | Gold            | Silver          | Bronze          | Totaal          |
| 1               | China                        | 165             | 88              | 63              | 316             |
| 2               | Zuid-Korea                   | 58              | 53              | 82              | 193             |
| 3               | Japan                        | 50              | 71              | 77              | 198             |
| 4               | Kazachstan                   | 23              | 20              | 42              | 85              |
| 5               | Thailand                     | 13              | 15              | 26              | 54              |
| 6               | Iran                         | 11              | 15              | 22              | 48              |
| 7               | Oezbekistan                  | 11              | 14              | 15              | 40              |
| 8               | India                        | 10              | 17              | 26              | 53              |
| 9               | Qatar                        | 9               | 12              | 11              | 32              |
| 10              | Chinees Taipei               | 9               | 10              | 27              | 46              |
| 11              | Maleisië                     | 8               | 17              | 17              | 42              |
| 12              | Singapore                    | 8               | 7               | 12              | 27              |
| 13              | Saoedi-Arabië                | 8               | 0               | 6               | 14              |
| 14              | Bahrein                      | 7               | 10              | 4               | 21              |
| 15              | Hongkong                     | 6               | 12              | 10              | 28              |
| 16              | Noord-Korea                  | 6               | 9               | 16              | 31              |
| 17              | Koeweit                      | 6               | 5               | 2               | 13              |
| 18              | Filipijnen                   | 4               | 6               | 9               | 19              |
| 19              | Vietnam                      | 3               | 13              | 7               | 23              |
| 20              | Verenigde Arabische Emiraten | 3               | 4               | 3               | 10              |
| 21              | Mongolië                     | 2               | 5               | 8               | 15              |
| 22              | Indonesië                    | 2               | 3               | 15              | 20              |
| 23              | Syrië                        | 2               | 1               | 3               | 6               |
| 24              | Tadzjikistan                 | 2               | 0               | 2               | 4               |
| 25              | Jordanië                     | 1               | 3               | 4               | 8               |
| 26              | Libanon                      | 1               | 0               | 2               | 3               |
| 27              | Myanmar                      | 0               | 4               | 7               | 11              |
| 28              | Kirgizië                     | 0               | 2               | 6               | 8               |
| 29              | Irak                         | 0               | 2               | 1               | 3               |
| 30              | Macau                        | 0               | 1               | 6               | 7               |
| 31              | Pakistan                     | 0               | 1               | 3               | 4               |
| 32              | Sri Lanka                    | 0               | 1               | 2               | 3               |
| 33              | Laos                         | 0               | 1               | 0               | 1               |
| 33              | Turkmenistan                 | 0               | 1               | 0               | 1               |
| 35              | Nepal                        | 0               | 0               | 3               | 3               |
| 36              | Afghanistan                  | 0               | 0               | 1               | 1               |
| 36              | Bangladesh                   | 0               | 0               | 1               | 1               |
| 36              | Jemen                        | 0               | 0               | 1               | 1               |
| Totaal          | Totaal                       | 428             | 423             | 542             | 1393            |

1951 ·
1954 ·
1958 ·
1962 ·
1966 ·
1970 ·
1974 ·
1978 ·
1982 · 
1986 · 
1990 · 
1994 · 
1998 · 
2002 · 
2006 · 
2010 · 
2014 · 
2018 · 
2022